# Bergisel

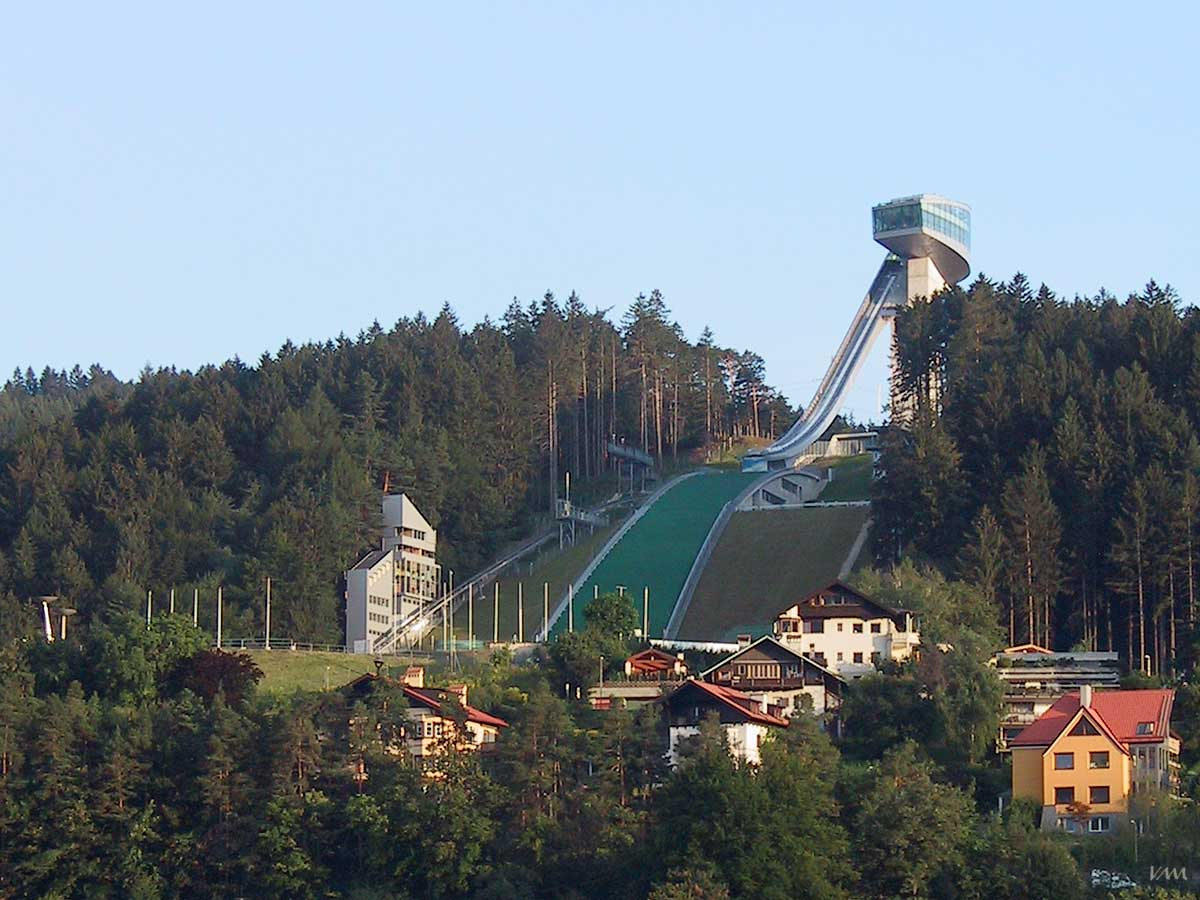
Visió del trampolí Bergiselschanze des de la ciutat d'Innsbruck.

Bergisel és un turó situat al sud de la ciutat d'Innsbruck (Àustria) que té una altura de 746 metres.
El seu nom prové de la paraula llatina burgusinus (en català: posició elevada), que posteriorment en alemany esdevindria bergisel, i no de la paraula alemanya Berg (en català: muntanya) com la primera síl·laba podria fer pensar. En aquest turó s'hi han trobat restes prehistòriques provinents de l'edat de gel.

## Esdeveniments esportius
Des de la creació d'un trampolí per a la realització de salts de trampolí l'any 1952, ha estat seu permanent d'una de les proves del Torneig dels quatre trampolins, que anualment se celebra a Innsbruck el 4 de gener.
L'any 1964 aquest turó fou l'escenari de la cerimònia d'obertura, clausura i dels salts de trampolí dels Jocs Olímpics d'hivern celebrats a Innsbruck, i amb motiu dels quals es va construir el trampolí Bergiselschanze. Posteriorment es tornà a utilitzar com a seu principal per la realització dels Jocs Olímpics d'Hivern de 1976, novament a Innsbruck. L'any 2003 s'inaugurà una nova rampa de salts dissenyada per l'arquitecte Zaha Hadid.